# T-Spoon
T-Spoon war ein niederländisches Eurodance- und House-Projekt des Produzenten Prince Peration alias Remy de Groot.

## Biografie

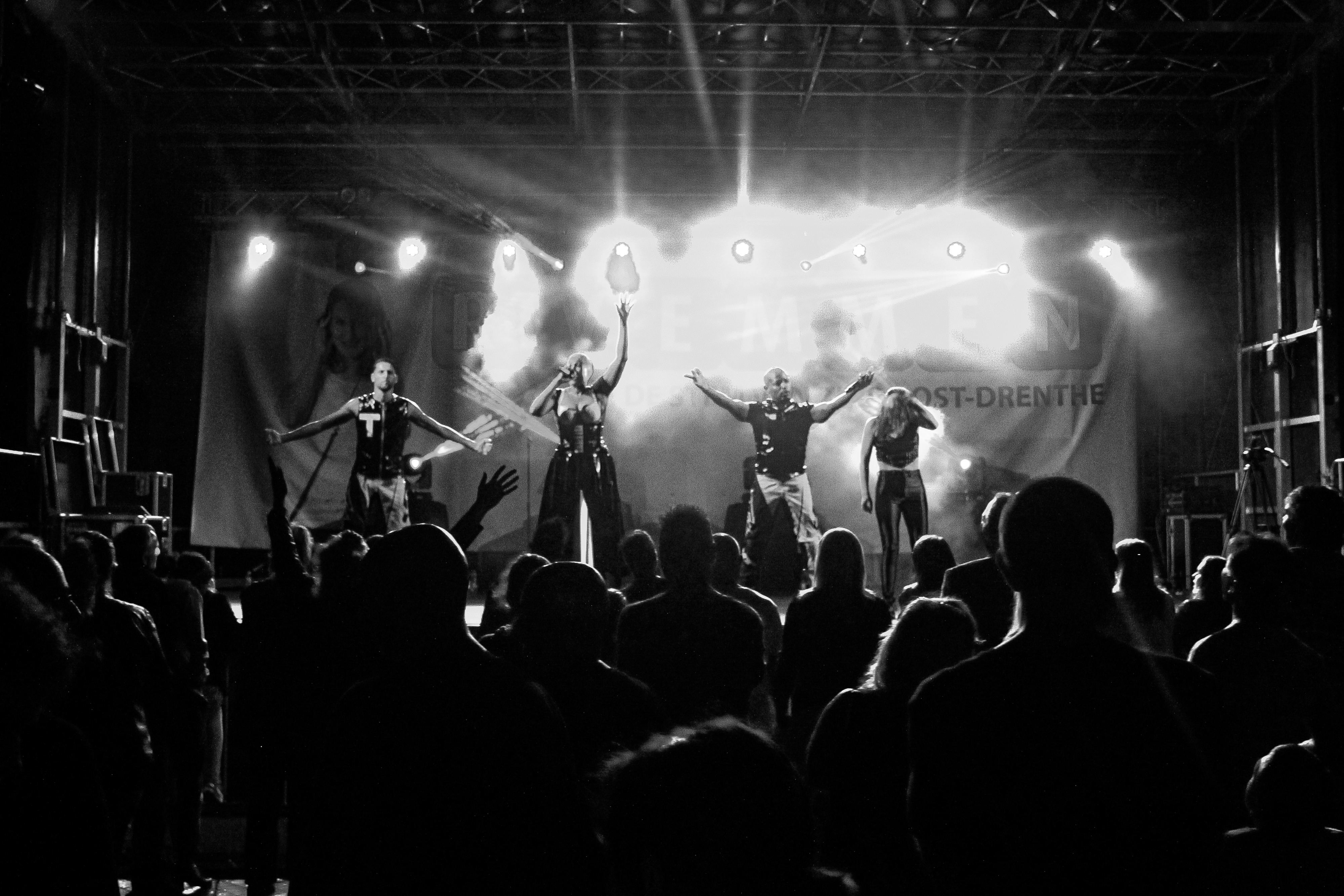
T-Spoon Live-Konzert im Jahr 2015

Ursprünglich war geplant, für jede Veröffentlichung andere Sänger und Rapper zu verpflichten. Aufgrund des großen Erfolgs der Debütsingle No Time 2 Waste, die im Februar 1994 Platz 13 der niederländischen Charts erreichte, wechselten lediglich die Sänger mehrfach, der Rapper Shamrock blieb dagegen fünf Jahre bei T-Spoon.
Es folgten weitere Charthits in den Niederlanden. 1994 stiegen Take Me 2 the Limit auf Platz 9 und Where R U Now auf Platz 15. Im Folgejahr waren mit Mercedes Benz auf Platz 8, See the Light auf Platz 18 und A Part of My Life auf Platz 15 drei Lieder in den holländischen Top 20 platziert. Auch 1996 schafften es drei Singles in die heimatliche Hitparade: Rockstar auf Platz 24, Someone Loves You Honey auf Platz 33 und Smiling auf Platz 14.
Den größten Erfolg hatte T-Spoon 1997 mit Sex on the Beach. Die Single stieg im Juli des Jahres auf Platz 3 in den Niederlanden und schaffte ein gutes Jahr später, im September 1998, sogar den Sprung auf Platz 2 der UK-Charts und wurde im Vereinigten Königreich mit einer Silbernen Schallplatte ausgezeichnet. Nachdem Message of Love Ende 1997 nur auf Platz 36 in Holland kletterte, erschien im April 1998 die Single Tom’s Party. Mit Platz 31 in der Heimat war das Stück zunächst zwar auch nicht so erfolgreich wie die meisten Vorgängersingles, allerdings gelang mit diesem Lied zum zweiten Mal der Charteinstieg in England, diesmal auf Platz 27.
Shamrock verließ das Projekt 1998 und wurde durch den amerikanischen Rapper Greg Dillard ersetzt, der gemeinsam mit der Sängerin Linda Estelle auf dem US-Album-Debüt T-Spoon zu hören ist. Der letzte Charthit T-Spoons wurde die Auskopplung Summerlove, die es 1999 auf Platz 15 der holländischen Hitparade schaffte.

## Diskografie

### Alben
| Jahr | Titel              | Höchstplatzierung, Gesamtwochen, AuszeichnungChartplatzierungen (Jahr, Titel, Platzierungen, Wochen, Auszeichnungen, Anmerkungen) | Höchstplatzierung, Gesamtwochen, AuszeichnungChartplatzierungen (Jahr, Titel, Platzierungen, Wochen, Auszeichnungen, Anmerkungen) | Anmerkungen |
| Jahr | Titel              | UK | NL | Anmerkungen |
| ---- | ------------------ | --- | --- | ----------- |
| 1994 | Joy Life and Pain  | — | NL71 (13 Wo.)NL |             |
| 1996 | Lexicon of Melody  | — | NL76 (6 Wo.)NL |             |
| 1997 | The Hit Collection | — | NL15 (10 Wo.)NL | Kompilation |

Weitere Alben
- 1996: Dangerous Minds
- 1999: T-Spoon

### Singles
| Jahr | Titel Album                               | Höchstplatzierung, Gesamtwochen, AuszeichnungChartplatzierungen (Jahr, Titel, Album, Platzierungen, Wochen, Auszeichnungen, Anmerkungen) | Höchstplatzierung, Gesamtwochen, AuszeichnungChartplatzierungen (Jahr, Titel, Album, Platzierungen, Wochen, Auszeichnungen, Anmerkungen) | Anmerkungen                                |
| Jahr | Titel Album                               | UK | NL | Anmerkungen                                |
| ---- | ----------------------------------------- | --- | --- | ------------------------------------------ |
| 1994 | No Time 2 Waste Joy, Life & Pain          | — | NL13 (11 Wo.)NL |                                            |
| 1994 | Take Me 2 the Limit Joy, Life & Pain      | — | NL9 (8 Wo.)NL |                                            |
| 1994 | Where R U Now Joy, Life & Pain            | — | NL15 (7 Wo.)NL | feat. Jean Shy                             |
| 1995 | Mercedes Benz Joy, Life & Pain            | — | NL8 (9 Wo.)NL | feat. Jean Shy                             |
| 1995 | See the Light Joy, Life & Pain            | — | NL18 (8 Wo.)NL |                                            |
| 1995 | A Part of My Life Lexicon of Melody       | — | NL15 (9 Wo.)NL |                                            |
| 1996 | Rockstar Lexicon of Melody                | — | NL24 (4 Wo.)NL |                                            |
| 1996 | Someone Loves You Honey Lexicon of Melody | — | NL33 (3 Wo.)NL |                                            |
| 1996 | Smiling Lexicon of Melody                 | — | NL14 (8 Wo.)NL |                                            |
| 1997 | Sex on the Beach The Hit Collection       | UK2 Gold · (13 Wo.)UK | NL3 (16 Wo.)NL | Charteintritt in UK erst im September 1998 |
| 1997 | Message of Love The Hit Collection        | — | NL36 (3 Wo.)NL | mit Special Guest King Lover               |
| 1998 | Tom’s Party                               | UK27 (2 Wo.)UK | NL31 (3 Wo.)NL | Charteintritt in UK erst im Januar 1999    |
| 1999 | Summerlove T-Spoon                        | — | NL15 (9 Wo.)NL |                                            |

Weitere Singles
- 1997: Fly Away
- 1997: Merry Christmas
- 1999: Got 2 Get U Back
- 1999: I Want to Be Your Man
- 1999: The Delicious SummerBoomBoom Remixes
- 2000: Delicious
- 2000: F. O. O. T. B. A. L. L. (feat. DJ F. C.)
- 2001: Sexy Lady
- 2003: No Time 2 Waste (mit Supreme Dream Team)
- 2004: Sex on the Beach 2004
- 2009: No Time 2 Waste 2009
- 2013: Sex on the Beach (Drop da Funk’s 2013 Summermix)